# Smerinthus visinskasi
Smerinthus visinskasi là một loài bướm đêm thuộc họ Sphingidae. Nó được tìm thấy ở tây bắc Kazakhstan.